# Passo Fundo
Passo Fundo est une municipalité du Nord-Ouest de l'État du Rio Grande do Sul, au Brésil, faisant partie de la microrégion de Passo Fundo  et située à 280 km au nord-ouest de Porto Alegre, capitale de l'État. Elle se situe à une latitude de 28° 15′ 46″ sud et à une longitude de 52° 24′ 24″ ouest, à une altitude de 687 mètres. 
Sa population était estimée à 183 300, pour une superficie de 780 km2. On y accède par les BR-285, RS-324, BR/RS-153 et RS-135. 
Passo Fundo possède un aéroport de petit et moyen port de code AITA PFB.

## Histoire
Le territoire qui constitue aujourd'hui Passo Fundo faisait partie de la province Jésuite des Missions orientales de l'Uruguay, étant donc sujet du village de São João Batista, dont les ruines se situent à la confluence des rios Ijuí et Ijuizinho, dans la municipalité de Santo Ângelo.
Ses premiers habitants ont été des groupes tupi-guarani et kaingang qui vivaient d'agriculture de subsistance. En 1827 et 1828 s'installèrent les premiers Blancs sur le futur territoire de Passo Fundo, mais le passage des conducteurs de bétail vers la grande foire de bétail de Sorocaba, dans l'actuel État de São Paulo, est attesté dès la fin du XVIIe siècle. Ils se servaient aussi des terres de l'endroit pour faire pâturer le bétail sur le chemin, durant la morte saison.
Le premier Blanc à s'installer, après avoir reçu des terres du gouvernement, fut le Caporal Neves. Il vint avec sa famille et ses esclaves en 1827, dirigeant la milice qui devait protéger les lieux. Arrivèrent ensuite des immigrants allemands, italiens et juifs, ainsi que d'autres. La population de la municipalité diminua durant la guerre des Farrapos, de 1835 à 1845, mais vit des familles affluer dès la fin de cette guerre civile.
Après la Révolution fédéraliste de 1893 qui vit de nombreuses batailles dans la région, fut construite la voie ferrée Porto Alegre - Santa Maria - Passo Fundo. Celle-ci augmenta la croissance démographique et amena le développement économique de commune.
Le soulèvement de 1924 (pt) et la révolution de 1930 virent se dérouler d'autres combats à Passo Fundo.

## Galerie

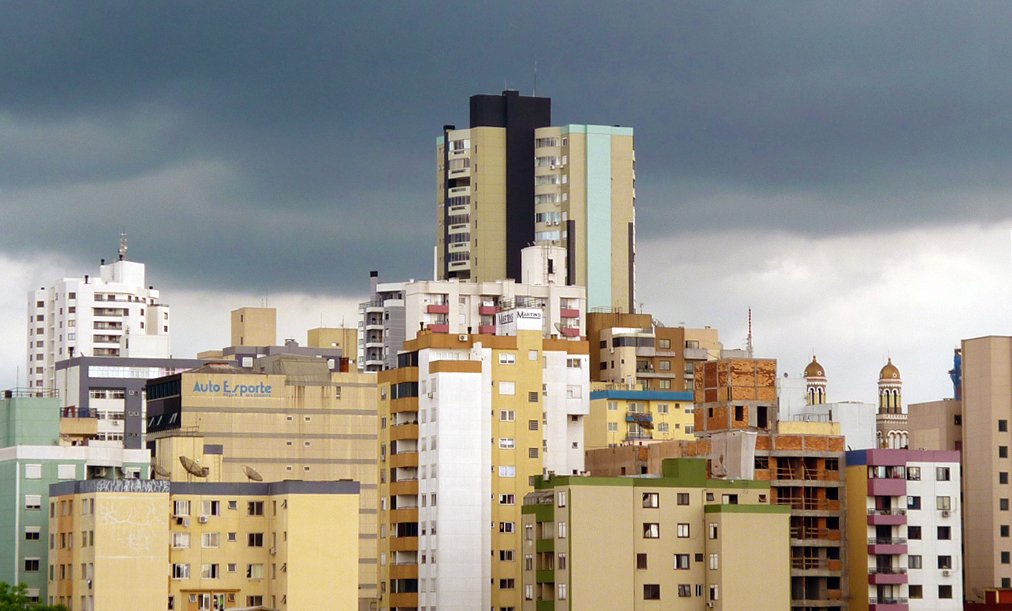
Vue partielle du centre
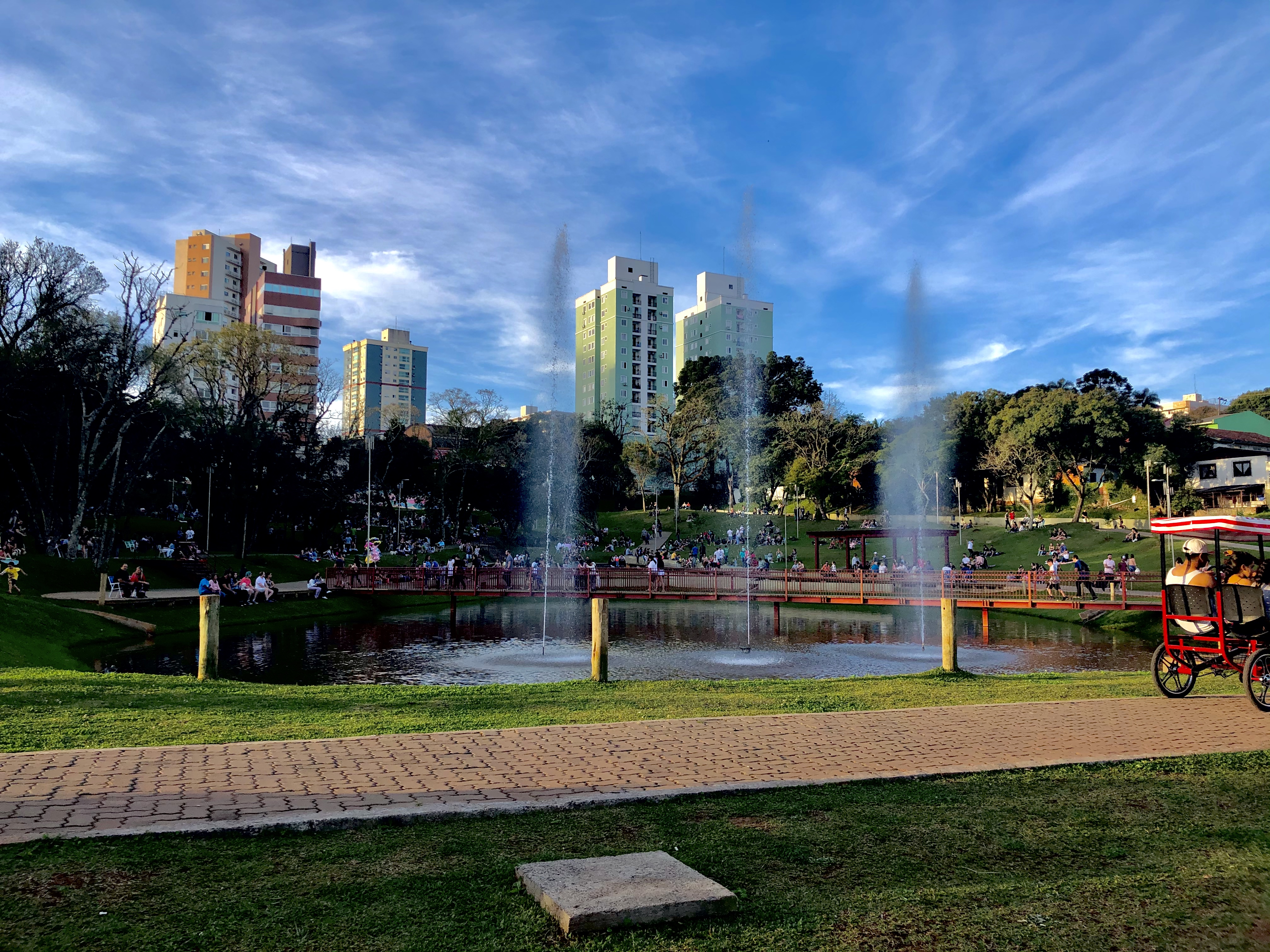
Le parc public de la Gare.
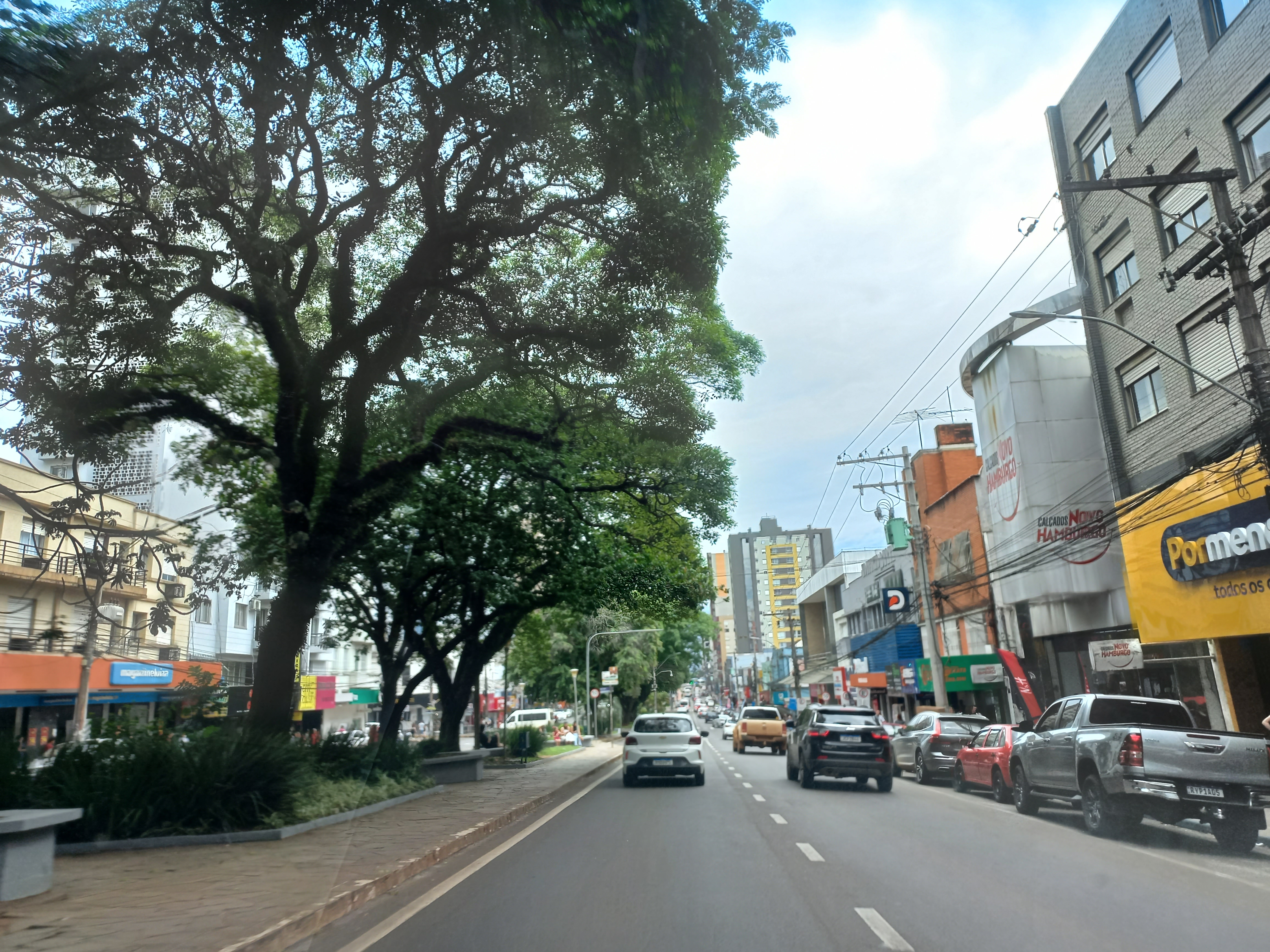
L'avenue du Brésil.
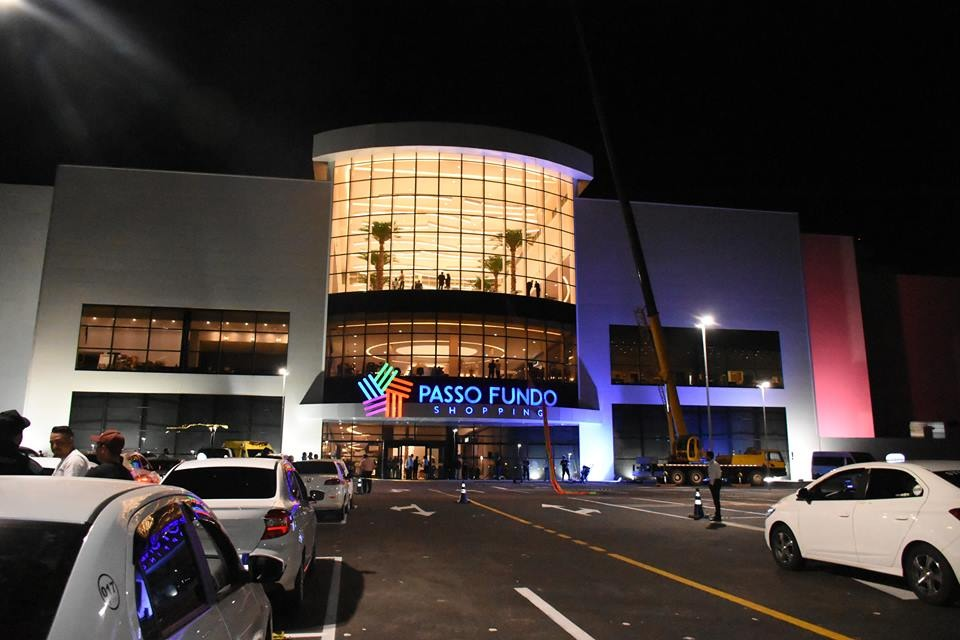
Le centre commercial Passo Fundo.
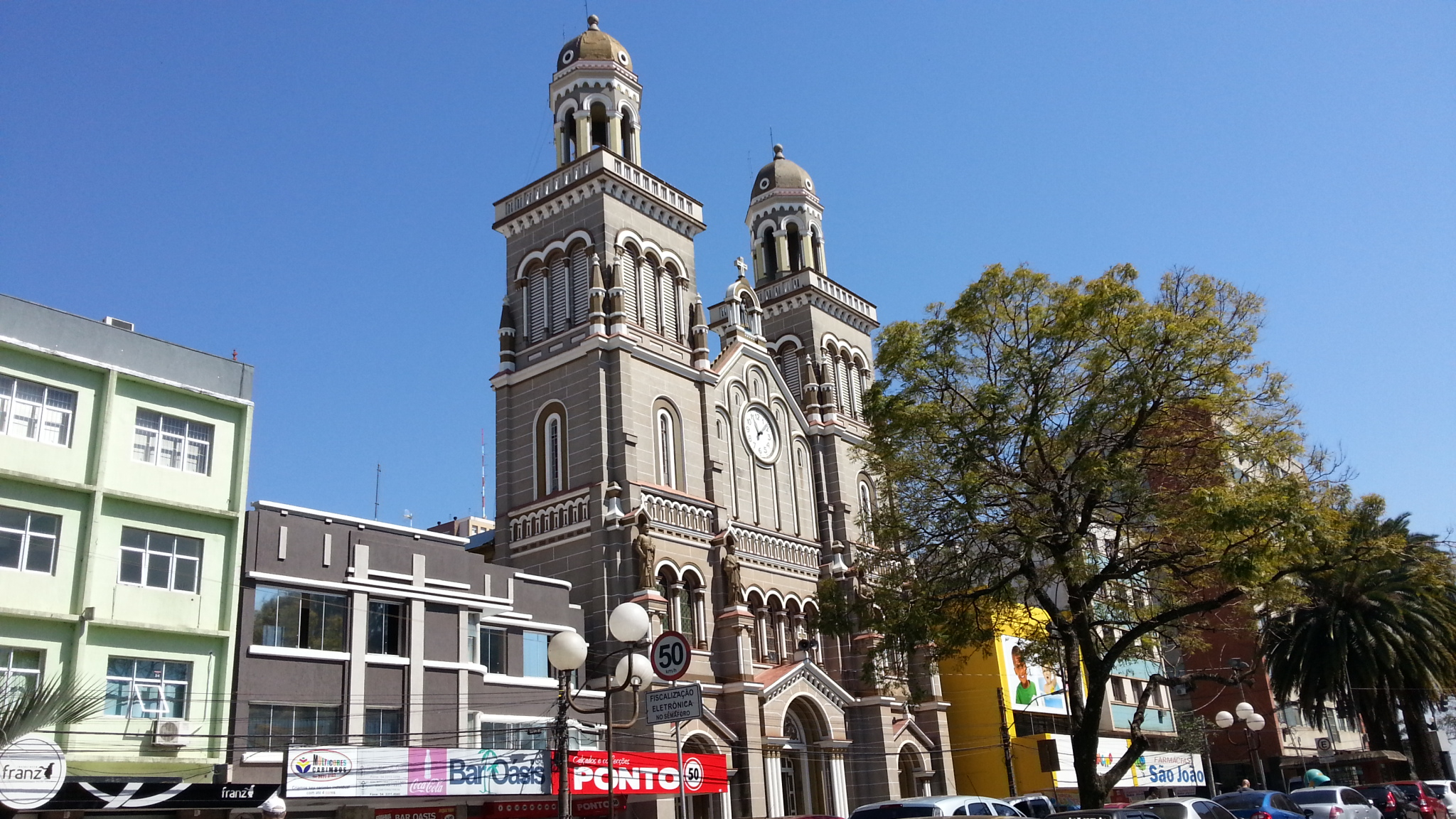
La cathédrale Notre-Dame-d'Aparecida.
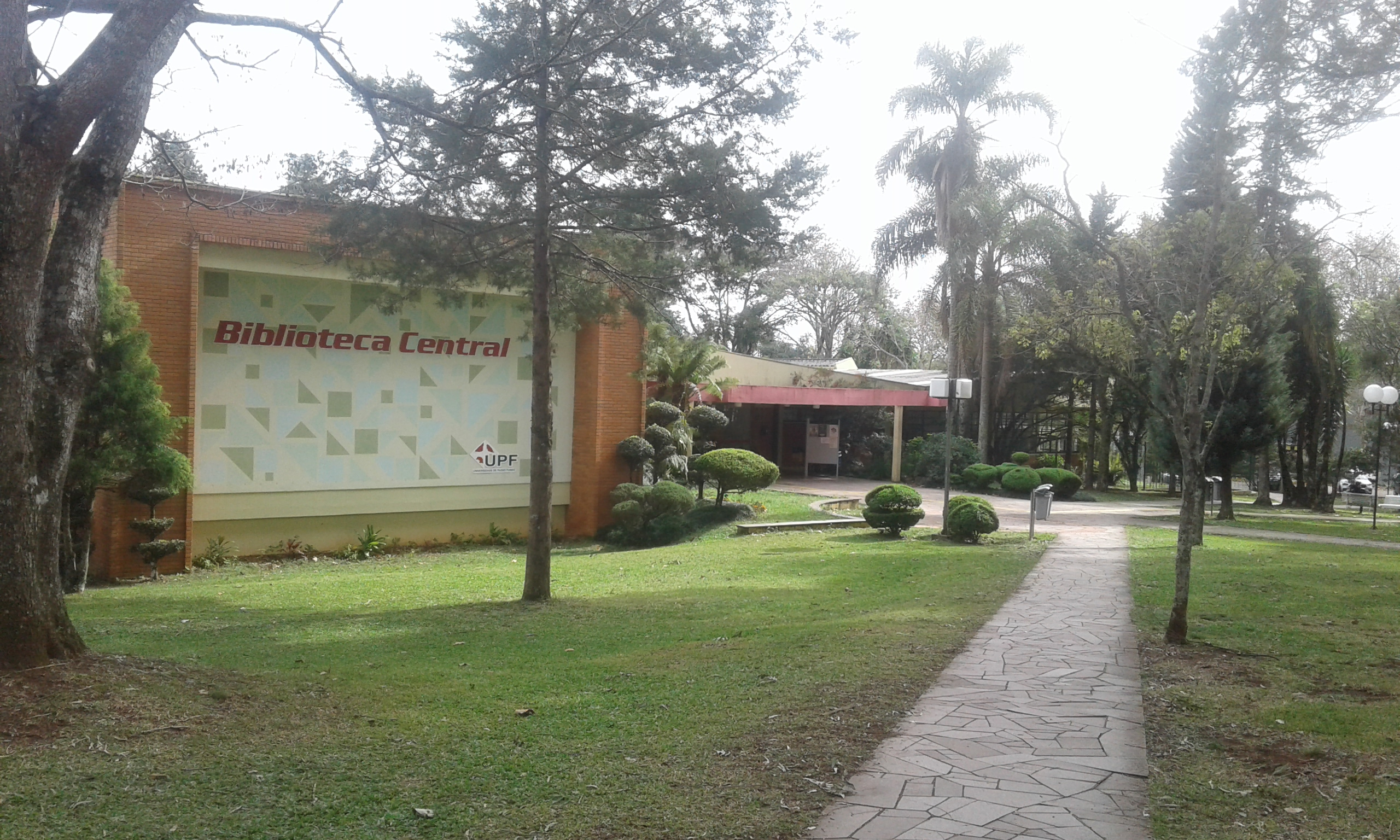
L'université de Passo Fundo.

## Géographie

### Villes voisines
- Pontão
- Coxilha
- Mato Castelhano
- Marau
- Ernestina
- Santo Antônio do Planalto
- Carazinho

### Climat
Situé sur un plateau montagneux à une altitude de 690 mètres, Passo Fundo possède un climat tempéré du type fondamental (f) avec une variation spécifique subtropicale humide (Cfa). La température moyenne annuelle est de 17 °C, avec une température maximale de 28 °C en janvier et 18 °C en juillet et une température minimale de 17 °C en janvier et 8 °C en juillet. Les étés sont généralement longs et chauds, avec des températures qui peuvent atteindre 32 °C ou bien 35 °C dans les jours les plus chauds, même si ce n'est pas très commun. Les hivers peuvent être légèrement froids avec des températures inférieures à 0 °C. C'est commun dans les mois les plus froids la formation de givre et, plus rarement, l'apparition de la neige. Les précipitations sont bien réparties tout au long de l'année, en prenant le mois de Septembre, le plus gros volume (206,8 mm). Pour chaque mois, le taux d'humidité est d'environ 70 %. Il n'y a aucune occurrence de la sécheresse.
| Mois                              | jan.  | fév.  | mars  | avril | mai   | juin  | jui.  | août  | sep.  | oct.  | nov.  | déc.  | année |
| --------------------------------- | ----- | ----- | ----- | ----- | ----- | ----- | ----- | ----- | ----- | ----- | ----- | ----- | ----- |
| Température minimale moyenne (°C) | 17    | 16    | 15    | 13    | 9     | 8     | 8     | 9     | 11    | 12    | 14    | 16    | 13    |
| Température maximale moyenne (°C) | 28    | 27    | 26    | 22    | 20    | 18    | 18    | 19    | 21    | 23    | 26    | 27    | 23    |
| Record de froid (°C)              | 8     | 8     | 5     | −1    | −4    | −5    | −7    | −4    | −2    | 1     | 3     | 5     | −7    |
| Record de chaleur (°C)            | 34    | 35    | 34    | 32    | 30    | 28    | 28    | 30    | 33    | 34    | 36    | 34    | 36    |
| Précipitations (mm)               | 143,3 | 148,2 | 121,3 | 118,2 | 131,3 | 129,4 | 153,4 | 165,7 | 206,8 | 167,1 | 141,4 | 161,5 | 121,7 |

## Personnalités liées à la commune
- Luiz Felipe Scolari, y est né le 9 novembre 1948. Joueur puis entraineur de football